# Paul Teodorescu
Paul Teodorescu, romunski general, * 1888, † 1981.